# High 'n' Dry (album)
High 'n' Dry er det andet studiealbum af det britiske rockband Def Leppard. Det udkom 6. juli 1981 hos henholdsvis Vertigo Records (Europa og Asien) og hos Mercury Records (USA og Canada).

## Spor

### Side A
1. "Let It Go" (4:43)
2. "Another Hit And Run" (4:58)
3. "High 'n' Dry" (3:26)
4. "Bringin' On The Heartbreak" (4:33)
5. "Switch 625" (3:03)

### Side B
1. "You Got Me Runnin'" (4:23)
2. "Lady Strange" (4:38)
3. "On Through The Night" (5:06)
4. "Mirror, Mirror" (4:07)
5. "No No No" (3:13)

### Bonusspor (1984/2018 version)
1. "Bringin' On The Heartbreak (Remix)" (4:33)
2. "Me & My Wine" (3:40)